# 高瀬泰幸
高瀬 泰幸（たかせ やすゆき、1978年11月29日 - ）は、日本の男性声優。
アミュレート所属。以前はブリングアップに所属していた。
井口祐一とコンビを組み、「ゆっポ」名義で2015年のM-1グランプリに参加した（予選1回戦敗退）。
通称「ポッポ」もしくは「ポ」。
2020年1月29日にTwitterで同じく声優咲麻ゆきとの結婚を報告。
声優の小野大輔は同じ高知中学校・高等学校卒業の同級生。

## 出演
太字はメインキャラクター。

### テレビアニメ
2013年
- ガイストクラッシャー（真銅クラマ）

2014年
- はなかっぱ（2014年 - 、ちぃかっぱ）
- BABYGAMBA（タイヨウ、サカナ）

2015年
- ガンバレー部NEXT!（深津英臣）
- レーカン!（吉田良生、赤石）

2016年
- 不機嫌なモノノケ庵（男子生徒A、妖怪A）
- サバパラ（マショウ先生）
- PJベリーのもぐもぐむにゃむにゃ（カエル先生）

2017年
- アイドル事変（桂山）

2018年
- シュタインズ・ゲート ゼロ（DURPA隊員、工作員）

### 劇場アニメ
2015年
- 劇場版 PSYCHO-PASS サイコパス
- 台風のノルダ（トンガリ）

### OVA
2010年
- 真・恋姫†無双 †はにゃDVD第七巻はOVAすぺしゃるなのだ†

### ゲーム
時期不明
- オメルタ
- トイ・ウォーズ（ジキル）

2010年
- 維新恋華 龍馬外伝（沢村惣之丞、土佐弁指導）
- 絶対ヒーロー改造計画（オカマ社長、両生類怪人、モンスター）

2013年
- ガイストクラッシャー（真銅クラマ）
- ダイヤの国のアリス 〜Wonderful Mirror World〜
- 明治東亰恋伽

2014年
- ガイストクラッシャー ゴッド（真銅クラマ）
- CHAOS;CHILD
- NORN9 VAR COMMONS
- 龍が如く 維新!

2015年
- 激次元タッグ ブラン+ネプテューヌVSゾンビ軍団（ハチマジーン〈ジーン〉）
- 超次元大戦 ネプテューヌVSセガ・ハード・ガールズ 夢の合体スペシャル
- NORN9 LAST ERA

2016年
- スチームプリズン（ユネ・セキエイ）
- セブンナイツ（ジーク、ジン、ぺぺ）

2017年
- 四女神オンライン CYBER DIMENSION NEPTUNE

2022年
- It Takes Two（コーディ）

### 吹替
- アドベンチャーインアフリカ（2014年、チノ）

### 舞台
- 中村まり子主宰パニックシアター「ハムレットの舞台裏」（ジェイク）
- 中村まり子主宰パニックシアター「ホテルサウダーデ」
- 中村まり子主宰パニックシアター「琥珀の中の虫」（岩本翼）
- 劇団アルターエゴ
  - 夏の夜の夢であいましょう（ジュリエットの乳母）
  - 金壷親父恋達引（お高）
  - マクベス（伝令、暗殺者）
  - 友達（次男）
  - ベルナルダアルバの家（アメリア）
  - ゴシック（お大）
  - リア（道化）
- ゆっちょとポッポの大冒険（晴れたら空に豆まいて、2014年10月5日）
- ゆっポ2（ロフトプラスワン、2015年11月1日）
- ゆっポ3（阿佐ヶ谷ロフトA、2017年1月22日）
- ゆっポ4（阿佐ヶ谷ロフトA、2018年5月27日）
- 永六輔と、その弟子オオタスセリによる電話コント集「電話劇場」（2019年5月7日）